# Michel-Martin Drolling

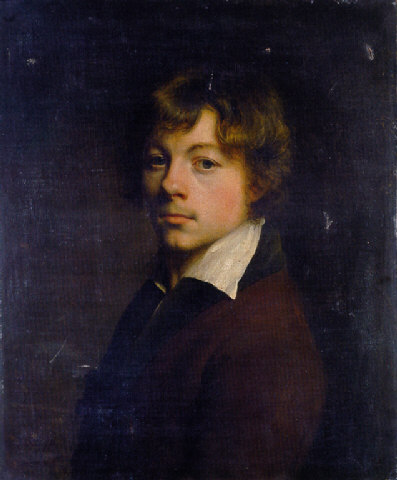
Michel-Martin Drolling, Selbstporträt (1804)

Michel-Martin Drolling, auch Drölling (* 7. März 1786 in Paris; † 9. Januar 1851 ebenda) war ein französischer Porträt-, Genre- und Historienmaler.

## Leben
Michel-Martin Drolling erhielt seinen ersten Unterricht von seinem Vater, dem Maler Martin Drolling (1752–1817), und von 1808 bis 1809 im Atelier von Jacques Louis David. 1810 gewann er den Prix de Rome mit dem Bild „Der Zorn des Achill“. Von 1811 bis 1816 hielt er sich in Rom an der Académie de France auf. 1817, nach seiner Rückkehr nach Paris, stellte er zum ersten Mal ein Bild im Salon aus. Das war der Beginn einer erfolgreichen Karriere als Porträt und Dekorationsmaler. 1826 und 1827 schuf er im Louvre zwei Deckengemälde.
Am 31. August 1833 wurde er zum Mitglied der Académie des Beaux-Arts gewählt und 1837 als Nachfolger von François Gérard zum Professor an der École des beaux-arts berufen. Die Plätze in seinem Lehratelier waren sehr begehrt, zumal es auf den Wettbewerb um den Prix de Rome vorbereitete. Paul Delaroche schickte nach der Schließung seines eigenen Ateliers mehrere seiner Schüler zu Drolling.